# Wasilij Łomakin
Wasilij Andriejewicz Łomakin (ros. Василий Андреевич Ломакин, ur. 16 grudnia?/28 grudnia 1899 we wsi Cariew, obecnie w rejonie lenińskim w obwodzie wołgogradzkim, zm. 22 lipca 1943 k. wsi Siemionowka w rejonie zalegoszczeńskim w obwodzie orłowskim) – radziecki wojskowy, pułkownik, nagrodzony pośmiertnie tytułem Bohatera Związku Radzieckiego (1944).

## Życiorys
Urodził się w rodzinie chłopskiej. Po ukończeniu szkoły miejskiej pracował jako praser, w sierpniu 1918 wstąpił do Armii Czerwonej, brał udział w wojnie domowej, później ukończył kursy dowódcze w Saratowie. Następnie ukończył powtórne kursy średniej kadry dowódczej Moskiewskiego Okręgu Wojskowego i Akademię Wojskową im. Frunzego, po czym zaczął szkolić czołgistów; zajmował się tym również po ataku Niemiec na ZSRR. W 1943 został skierowany na Front Briański, 15 czerwca 1943 wyznaczono go dowódcą 195 Brygady Pancernej 15 Korpusu Pancernego 3 Gwardyjskiej Armii Pancernej. Walczył pod Kurskiem, wraz z brygadą przekroczył rzekę Olesznia, w walce od 19 do 22 lipca 1943 jego brygada zniszczyła podobno 20 czołgów, 25 dział, 7 dział samobieżnych, 60 ciężarówek ze sprzętem i amunicją i 3 magazyny z amunicją. 22 lipca poprowadził frontalny atak na niemieckie czołgi. Jeden z niemieckich pocisków artyleryjskich trafił w czołg Łomakina, ranią całą załogę. Drugi pocisk po trafieniu w czołg i spowodował pożar, zabijając Łomakina i resztę załogi. 4 czerwca 1944 pośmiertnie odznaczono Łomakina Złotą Gwiazdą Bohatera Związku Radzieckiego i Orderem Lenina.